# برایان ترنر (بازیکن فوتبال، زاده ۱۹۴۹)
برایان ترنر (انگلیسی: Brian Turner؛ زادهٔ ۳۱ ژوئیهٔ ۱۹۴۹) بازیکن فوتبال اهل نیوزیلند بود.
از باشگاه‌هایی که در آن بازی کرده‌است می‌توان به باشگاه فوتبال برنتفورد، باشگاه فوتبال پورتسموث، و باشگاه فوتبال چلسی اشاره کرد.
وی همچنین در تیم ملی فوتبال نیوزیلند بازی کرده‌است.